# Joseph Coböken
Maria Joseph Heinrich Friedrich Coböken (Pseudonyme C. O. Böken und Horst Emscher; * 22. Mai 1882 in Dortmund; † 24. oder 25. Februar 1945 in Potsdam) war ein deutscher Journalist, Drehbuchautor, Filmproduzent und Filmfirmenmanager.

## Leben und Wirken
Der Sohn des Rektors Anton Coböken und seiner Frau Julie, geb. Schlüter, besuchte das Realgymnasium und studierte nach seinem Schulabschluss zu Beginn des 20. Jahrhunderts Nationalökonomie. Anschließend arbeitete er als Journalist und gründete im Oktober 1902 die Firma Verlag Neues Frauenblatt Josef Coböken. Später war er Chefredakteur und ab 1909 auch Verlagsdirektor für die Deutschen Nachrichten. Von Karl Mays Witwe Klara May wurde Coböken nach dem Tod des Autors 1912 damit beauftragt, sich um die Verwertungsrechte seines schriftstellerischen Nachlasses zu kümmern.
Nach eigener Auskunft will Joseph Coböken bereits 1912 zur Filmbranche gestoßen sein. Inmitten des Ersten Weltkriegs begann er unter dem Pseudonym Horst Emscher erstmals Drehbücher zu schreiben. Bald rückte der Dortmunder zum Dramaturgen auf. In der Folgezeit wechselte er in die Verwaltungsetagen der deutschen Filmbranche. Nach eigenen Angaben wirkte Coböken als Auslandsdirektor der UFA und war zeitweilig auch Generaldirektor der Deulig. Im April 1923 schied er als Geschäftsführer bei der Deulig aus und gründete seine eigene Produktionsfirma Cob-Film GmbH (1923–1930). 1923/24 war er auch Geschäftsführer bei der Froelich Film GmbH. Für die extra gegründete Bismarck-Film produzierte Coböken 1925 persönlich den ambitionierten, von der Kritik aber mit wenig Lob bedachten ersten Teil eines zweiteiligen Bismarck-Filmes.
In späteren Jahren betätigte er sich als Werbeberater und verfasste Manuskripte für Werbefilme sowie Artikel für Fachzeitschriften. Zu diesem Zweck war er Mitglied in der Reichskulturkammer.
Joseph Coböken war ab 1903 mit Meta, geb. Scheps, verheiratet und hatte mit ihr zwei Kinder. Er starb beim Luftangriff auf Potsdam in der Nacht vom 24. auf den 25. Februar 1945.

## Filmografie
- 1915: Liebe und Alkohol (Drehbuch und Regie)
- 1915: Das Geheimnis der Mumie (Drehbuch)
- 1916: Komtesse Hella (Drehbuch)
- 1916: Der Falkner vom Falkenhof (Regie)
- 1918: Der Friedensreiter (Drehbuch)
- 1921: Das Souper um Mitternacht (Drehbuch)
- 1924: Das Werden des Menschen. Von der Empfängnis bis zur Geburt (Dokumentarfilm, Regie und Produktion)
- 1925: Bismarck, 1. Teil (Produktion)
- 1927: Die Nähmaschine (Kurzdokumentarfilm, Produktion)
- 1927: Luther – Ein Film der deutschen Reformation (Produktion)